# Mont Shiomi
Le mont Shiomi (塩見岳, Shiomi-dake) est une montagne située au centre des monts Akaishi au sein du parc national des Alpes du Sud au Japon. Elle se trouve à la limite des préfectures de Shizuoka et de Nagano. C'est l'une des 100 montagnes célèbres du Japon.

## Honneur
L'astéroïde (55873) Shiomidake est nommé en son honneur.